# Alan Ritchson

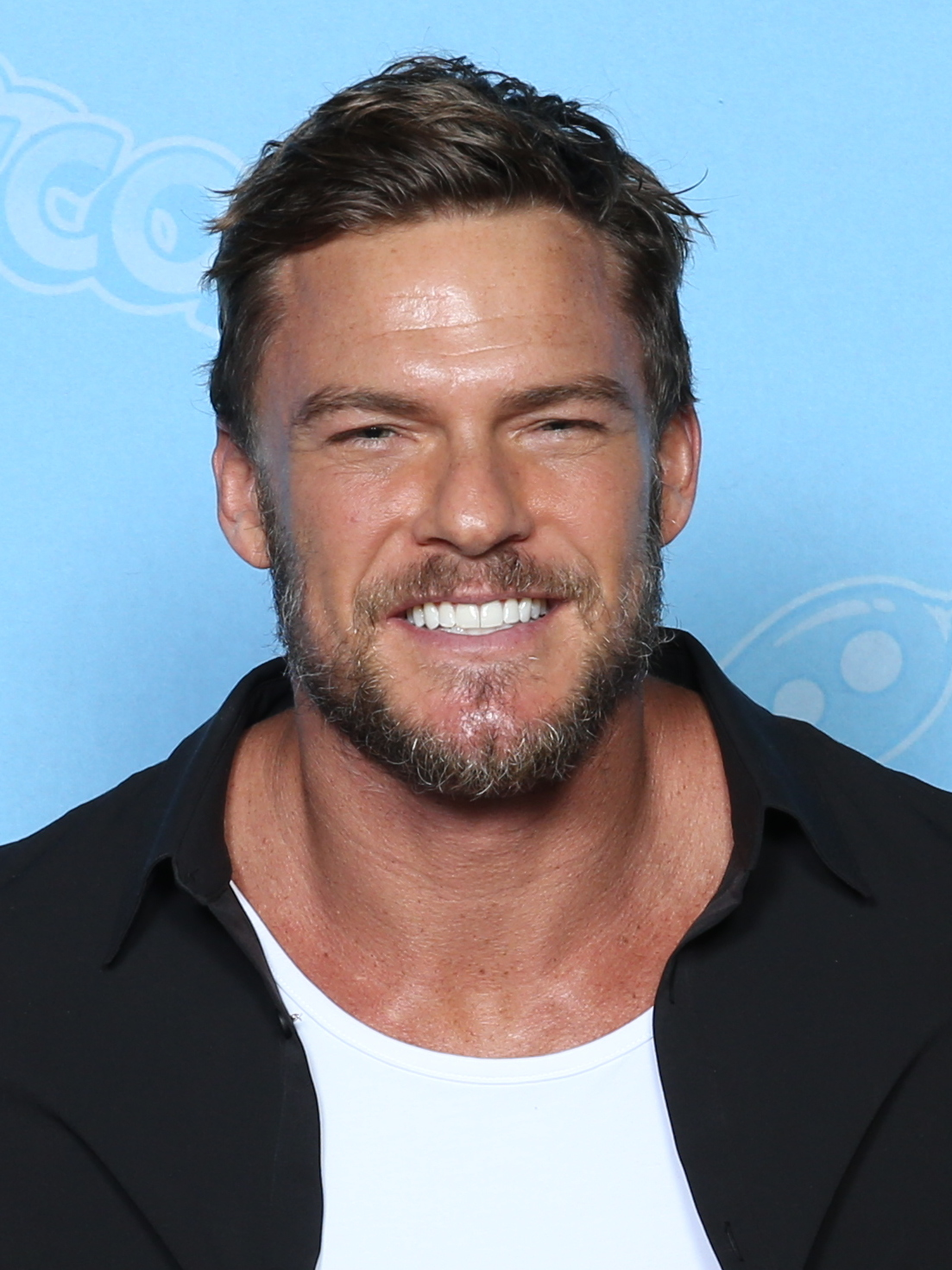
Alan Ritchson (2022)

Alan Ritchson (* 28. November 1982 in Grand Forks, North Dakota) ist ein US-amerikanisches Model, Schauspieler und Sänger. Bekannt ist er in Deutschland vor allem wegen seiner Rolle als Thad Castle in der auf MTV ausgestrahlten Serie Blue Mountain State und der Titelrolle in der Serie Reacher des Streaming-Anbieters Prime Video.

## Leben
Ritchsons Vater war Master Sergeant bei der United States Air Force und seine Mutter war Highschool-Lehrerin. Seine Familie zog zunächst nach Champaign, Illinois und dann nach Niceville, Florida um. Er besuchte die Highschool in Niceville, die er 2001 abschloss. Danach jobbte er als Model für Abercrombie & Fitch und den Unterwäsche-Versand International Jock. Er unterschrieb 2008 bei der Agentur Vision Model Management in Los Angeles und modelte für N2N Bodywear.
Er bewarb sich 2004 für die dritte Staffel von American Idol. Den Zuschauern blieb er vor allem wegen eines Striptease für Jurorin Paula Abdul in Erinnerung. Sein Debütalbum This is Next Time erschien 2005, eine Mischung aus Pop und Hip-Hop, das jedoch relativ unbeachtet blieb.
Parallel bewarb er sich als Schauspieler in Hollywood. Einer seiner ersten Auftritte war eine Hauptrolle im Slasher The Butcher (2006). Er trat von 2005 bis 2010 mit mehreren Gastauftritten als Arthur Curry beziehungsweise Aquaman in der Superman-Serie Smallville auf. Zu seinen Filmauftritten gehören Werke wie Though None Go with Me und Nora Roberts: Mitten in der Nacht. Alan Ritchsons Äußeres stand Pate für die Titelfigur in Die Legende von Beowulf.
Von 2010 bis 2011 war er in der American-Football-Fernsehserie Blue Mountain State zu sehen. Als Gloss spielte er 2013 in dem Science-Fiction-Film Die Tribute von Panem – Catching Fire mit.
Seit 2022 spielt er die Hauptrolle in der Amazon-Serie Reacher.

## Diskografie
- 2005: This is Next Time (Album)

## Filmografie (Auswahl)

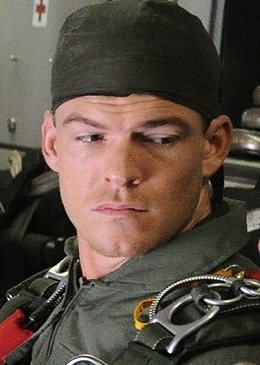
Alan Ritchson bei den Dreharbeiten von Hawaii Five-0 (2013)

- 2005–2010: Smallville (Fernsehserie, 4 Episoden)
- 2006: Though None Go with Me
- 2006: The Butcher
- 2007: Steam
- 2008: Rex
- 2009: Fired Up!
- 2009: Nora Roberts: Mitten in der Nacht (Nora Roberts’ Midnight Bayou)
- 2010: CSI: Miami (Fernsehserie, Episode 8x19)
- 2010–2011: Blue Mountain State (Fernsehserie, 39 Episoden)
- 2012: Spring Break ’83
- 2013: Hawaii Five-0 (Fernsehserie, Episode 3x20)
- 2013: Die Tribute von Panem – Catching Fire (The Hunger Games: Catching Fire)
- 2014: New Girl (Fernsehserie, Episode 4x04)
- 2014: Teenage Mutant Ninja Turtles
- 2015: Workaholics (Fernsehserie, Episode 5x03)
- 2015: Lazer Team
- 2015: Die Trauzeugen AG (The Wedding Ringer)
- 2016: Blue Mountain State: The Rise of Thadland (Fernsehfilm)
- 2016: Teenage Mutant Ninja Turtles: Out of the Shadows
- 2016: Black Mirror (Fernsehserie, Episode 3x01)
- 2017: Blood Drive (Fernsehserie, 13 Episoden)
- 2018–2021: Titans (Fernsehserie)[8]
- 2018: Alexa & Katie (Fernsehserie, 1 Episode)
- 2019: Brooklyn Nine-Nine (Fernsehserie, Episode 6x02)
- 2019: Jean Seberg – Against all Enemies (Seberg)
- 2019: Above The Shadows
- 2020: Ghosts of War
- 2021: Dark Web: Cicada 3301 (auch Regie und Drehbuch)
- seit 2022: Reacher (Fernsehserie)
- 2023: Fast & Furious 10 (Fast X)
- 2024: Ordinary Angels
- 2024: The Ministry of Ungentlemanly Warfare